# Cierges-sous-Montfaucon
Cierges-sous-Montfaucon je francouzská obec v departementu Meuse v regionu Grand Est. Žije zde 45 obyvatel.

## Poloha obce
Obec leží u hranic departementu Meuse s departementem Ardensko.

### Sousední obce
| Růžice kompasu |                     | Romagne-sous-Montfaucon | Cunel      | Růžice kompasu |
| Růžice kompasu | Gesnes-en-Argonne   | Sever                   | Nantillois | Růžice kompasu |
| Růžice kompasu | Gesnes-en-Argonne   | Cierges-sous-Montfaucon | Nantillois | Růžice kompasu |
| Růžice kompasu | Gesnes-en-Argonne   | Jih                     | Nantillois | Růžice kompasu |
| Růžice kompasu | Exermont (Ardensko) | Épinonville             |            | Růžice kompasu |